# Komiya Yasutaka
Komiya Yasutaka (jap. 小宮 康孝; * 12. November 1925 in Asakusa, Stadtbezirk Taitō in der Präfektur Tokio; † 24. Oktober 2017) war ein japanischer Färber und Kunsthandwerker. Er wurde am 26. April 1978 als Lebender Nationalschatz für das Wichtige immaterielle Kulturgut „Färben von Edo-Mustern“ (江戸小紋, Edo Komon) deklariert.
Yasutaka wurde von seinem Vater Kōsuke im Handwerk des Färbens ausgebildet. Durch das Studium und Sammeln alter Katagami (Schablonen) belebte er wieder die Kunst Edo-Muster herzustellen. Es gelang ihm die Schnittmuster für das kleingemusterte Design zu verbessern. Er lebte und arbeitete in Tokio und unterrichtete dort seinen Sohn Yasumasa (* 1956).